# Associated Motor Cycles
Associated Motor Cycles (AMC) – była brytyjskim holdingiem założonym przez braci Collier jako spółka macierzysta dla firm motocyklowych Matchless i AJS. Później AMC  wchłonął Francisa-Barnetta, Jamesa i Nortona przed włączeniem do Norton-Villiers.
Pod koniec lat 60. XX w.konkurencja z Japonii i fala strajków w Wielkiej Brytanii doprowadziły brytyjski przemysł motocyklowy do gwałtownego upadku. W 1966 AMC ogłosiło upadłość i zostało przejęte przez Norton-Villiers w ramach Manganese Bronze.